# 인민당 (폴란드)
인민당(폴란드어: Stronnictwo Ludowe 스트로니츠트보 루도바[*], SL)은 폴란드의 농본주의 정당으로, 1931년부터 1945년까지 존재한 정당이었다. 농본주의 포퓰리즘 정당이기 때문에 농부 및 농촌 인구의 대부분이 지지한다.
1931년 중도우파 피아스트 (PSL "Piast"), 중도좌파 인민당 비즈볼레니아 (PSLW), 농민당이 합당하면서 만들어졌다.
제2차 세계 대전 기간에는 폴란드 저항운동을 펼치면서 농민대대를 조직하여 나치 독일에 대항하였다.
종전 이후 당시 인민당을 주도한 빈센트 비토스가 같은 당 소속인 스타니스와프 미콜라이주크를 지원하기로 결정하였다. 한편 폴란드의 공산주의자들은 이와 비슷한 정당을 조직하였고, 구 인민당은 폴란드 인민당으로 개편되었다.
1947년 총선에서 미콜라이주크가 참패를 당하자 잔류파들과 통합하여 위성정당인 통합인민당으로 개편된다.